# جايسون سمول
جايسون سمول (بالإنجليزية: Jason Small)‏ هو سائق سباق أمريكي، ولد في 7 يونيو 1979 في بيكرسفيلد في الولايات المتحدة.